# درینالوم
درینالوم (به انگلیسی: Derrinallum) یک شهرک در استرالیا است که در ویکتوریا (استرالیا) واقع شده‌است.